# Cocomi
Cocomi（ココミ、2001年〈平成13年〉5月1日 - ）は、日本のフルート奏者、モデル。本名：木村 心美（きむら ここみ）。東京都出身。血液型はB型。
両親は歌手・俳優の木村拓哉と歌手の工藤静香、妹はファッションモデルとして活動しているKōki,である。

## 来歴
- アオバ・ジャパン・インターナショナルスクールに5歳まで通ったあと、ブリティッシュ・スクール・イン・トウキョウ昭和に在籍していたこともあり、英語が堪能である。
- 3歳からヴァイオリンとピアノを習い始め、11歳からフルート演奏を学んでいる。桐朋学園大学教授であり、NHK交響楽団首席フルート奏者を務める神田寛明に師事。ウラディーミル・アシュケナージ、エマニュエル・パユのマスタークラス修了[3]。将来はプロの音楽家になることが夢であり、目標である。
- 2019年冬期より、本名の「木村心美」名義でオーケストラグループ『JPCO（Japan  Popular Classics Orchestra）』にフルート奏者として参加。同年12月、ゲストアーティストとしてライブに出演[4]。2020年1月10日、新メンバーとしてステージに立ち[5]、楽器奏者としての実績を重ねている[6]。
- 2020年3月19日、ディオールのビューティ、ファッション、ファインジュエリー＆タイムピーシズのアンバサダーに就任[7]。
- 2020年3月28日発売のファッション雑誌『VOGUE JAPAN』（コンデナスト・パブリケーションズ）5月号表紙でモデルデビュー[8][注 1]。
- 2021年1月3日、Bunkamura オーチャードホールにて開催された東京フィルハーモニー交響楽団によるニューイヤーコンサート2021にフルート奏者として参加。セシル・シャミナードの『フルートとオーケストラのためのコンチェルティーノ 作品107』を独奏した[9]。
- 2022年3月4日、ユニバーサルミュージック（UNIVERSAL CLASSICS）からフルート奏者としてアルバムデビューすることを発表[10]。同日、先行シングル第1弾として「Sicilienne」、3月25日に第2弾「Vocalise」、4月15日に「Estrellita」のデジタル配信を開始した[11]。4月3日、公式YouTubeチャンネル『CocomiVEVO』を開設。
- 2022年4月29日、デビューアルバム『de l’amour』発売。同日、YouTubeチャンネルにてアルバム収録曲『タイスの瞑想曲』のミュージック・ビデオを公開した。
- 2020年3月、桐朋女子高等学校音楽科を卒業。同年4月に桐朋学園大学音楽学部カレッジ・ディプロマ・コースに進学[2][12]、2023年3月15日、同コース修了[13]。2023年4月より桐朋学園大学に再入学しソリスト・ディプロマ・コースを専攻[14]。
- 2022年12月26日、デビュー・リサイタル「de l’amour」を東京・紀尾井ホールにて開催。
- 2022年12月、第73回NHK紅白歌合戦で母、工藤静香と共演した。

## 受賞
- 小学生の頃から音楽コンクールに出場して優秀な成績を修めている（以下は主な入賞歴の一部）。
  - 2013年、第23回ヤマノジュニアフルートコンテスト小学生の部で「カルメン幻想曲」を演奏して最優秀賞入賞[注 2]。
  - 2018年、第73回全日本学生音楽コンクールにおいて予選を勝ち抜き、東京大会に出場。
  - 2019年、第2回日本奏楽コンクールにおいて準グランプリ入賞（管楽器部門 高校の部）。管楽器部門1位、フランス近代音楽賞受賞[15]。

## 人物
- 漫画やアニメが好きであるという。特に『鬼滅の刃』のファンであり、自身のInstagramに同作品を読んでいる姿を掲載したこともある[16][17]。

## ディスコグラフィ

### アルバム
- de l'amour（2022年4月29日）
- Mélancolie（2023年11月1日）
- Neos（2024年10月18日）

### シングル
- Stay（Arr. for Flute）（2021年3月19日、デジタル配信） - ピアニストのチャド・ローソンと共演。「世界睡眠デー」を記念したキャンペーン・ソング「STAY」にフルート演奏で参加。
- Sicilienne（2022年3月4日、デジタル配信）
- Vocalise（2022年3月25日、デジタル配信）
- Estrellita（2022年4月15日、デジタル配信）
- アラベスク 第1番（2023年9月8日、デジタル配信）
- フォーレ：子守歌 Op. 16（2023年10月6日、デジタル配信）

### 参加楽曲
- ドビュッシー：前奏曲集 第1集 L. 117 第8番: 亜麻色の髪の乙女（ヴァイオリン、フルート＆オーケストラ編）- デイヴィッド・ギャレット、フランク・ファン・デル・ヘイデン、オーケストラ・ザ・プレゼント（2022年10月7日）
- Løvland: Song from a Secret Garden (Arr. Niu Niu for Flute and Piano) - 牛牛（2022年11月18日）
- Part of Your World (Arr. Hamilton for Piano & Flute) [From "The Little Mermaid"] - ラン・ラン（2023年8月25日）

## 出演

### 雑誌
- VOGUE JAPAN（合同会社コンデナスト・ジャパン発行） - 2020年5月号 ※表紙

### 劇場アニメ
- 漁港の肉子ちゃん（2021年） - キクコ 役[18]
- 怪盗クイーンの優雅な休暇（2025年） - イルマ 役[19]

### テレビ
- 西本願寺音舞台（2021年10月25日、毎日放送） - フルート奏者として出演[注 3]。※音楽監督である村松崇継の思いに賛同したアーティストが出演。チェロ奏者：宮田大と共演。
- 題名のない音楽会（2022年5月7日、テレビ朝日系）[20]
- 第73回NHK紅白歌合戦（2022年12月31日、NHK総合・ラジオ第1）[21] - フルート奏者として工藤静香の歌唱で共演。
- 教えて!ヴィンテージソング（2023年10月8日、テレビ朝日）- 博多大吉・鈴鹿央士とMC[22]